# Georg von Maydell
Georg Friedrich Gustav Daniel von Maydell ros. Георг Фридрих Густав фон Майделл (ur. 8 września 1791, zm. 8/22 kwietnia 1876) – działacz państwowy Imperium Rosyjskiego, wicegubernator kurlandzki w latach 1825–1852.

## Życiorys
Georg von Maydell urodził się 8 września 1791 roku w Udenküll w guberni estońskiej. Jego rodzina wywodziła się z miejscowego rycerstwa – niemieckiej szlachty bałtyckiej. Edukację zakończył na szkole katedralnej w Rewlu. W 1807 roku rozpoczął karierę wojskową jako junkier w korpusie inżynierów. W 1810 roku awansował na sekund-podporucznika, a w 1813 na podporucznika. W tym roku wziął udział w wojnie z Napoleonem wyruszając wraz z armią rosyjską w stronę Francji. Rok później awansował na sztabskapitana, w 1817 roku na kapitana, a w 1821 na podpułkownika. W 1822 roku objął obowiązki dowódcy 7 Rewelskiego Pułku Piechoty. Do służby cywilnej przeszedł w 1825 roku. Jako radca kolegialny (VI ranga w tabeli Piotra I) rozpoczął (25 lub 28 lutego) sprawowanie urzędu wicegubernatora w guberni kurlandzkiej. W 1832 roku awansował do rangi rzeczywistego radcy stanu (IV cywilna), a 1 maja 1845 roku wpisano go do matrykuły szlachty kurlandzkiej. Funkcję wicegubernatora opuścił 1 lipca 1852 roku, po czym został kierownikiem Kurlandzkiej Izby Skarbowej. Noszony przez niego tytuł barona został potwierdzony przez Senat Rządzący 7 grudnia 1854 roku. Od 1863 roku poza służbą, zmarł 8 lub 22 kwietnia 1876 roku.